# Vizekanzler (Österreich)
Der Vizekanzler der Republik Österreich der Republik Österreich vertritt den Bundeskanzler während dessen Abwesenheit. In Koalitionsregierungen erhob die mandatsschwächere Partei zumeist Anspruch auf die Funktion des Vizekanzlers.

## Zum Amt

### Der Vizekanzler nach der Bundesverfassung
Die Vertretungsbefugnis des Vizekanzlers wird seit 10. November 1920 durch die österreichische Bundesverfassung in Art. 69 Abs. 2 des Bundes-Verfassungsgesetzes (B-VG) geregelt:
Der Vizekanzler ist zur Vertretung des Bundeskanzlers in dessen gesamtem Wirkungsbereich berufen. Sind der Bundeskanzler und der Vizekanzler gleichzeitig verhindert, so wird der Bundeskanzler durch das dienstälteste, bei gleichem Dienstalter durch das an Jahren älteste, nicht verhinderte Mitglied der Bundesregierung vertreten.
Der Vizekanzler ist, wie der Bundeskanzler, den anderen Bundesministern rechtlich gleichgestellt beziehungsweise einer der ihren.
Schon in der Ersten Republik und in den ersten 25 Jahren der Zweiten Republik leiteten die Vizekanzler oft gleichzeitig Ministerien, so z. B. Ferdinand Hanusch das Sozialressort, Johann Schober das Innenministerium, Carl Vaugoin das Heeresressort und Fritz Bock das Handelsministerium. War dies in den Jahren der großen Koalition nicht der Fall, leitete der Vizekanzler Teile des Bundeskanzleramts. Seit 1991 war jeder Vizekanzler gleichzeitig Ressortchef.

### Vizekanzler vor der Bundesverfassung
1918 bestand in der Staatsregierung Renner I, der ersten des neuen Staates, keine Vertretung für den Staatskanzler, da dieser anfangs als Hilfsorgan für das dreiköpfige Staatsratspräsidium fungierte; die drei Präsidenten wechselten einander wöchentlich ab, je einer führte im Haus (= Provisorische Nationalversammlung), im Rat (= Staatsrat) und im Kabinett (= Staatsregierung) den Vorsitz.
Für die Staatsregierungen Renner II und III sowie Mayr I, 1919/20, wurde von der Nationalversammlung, ihrem Gesetz über die Staatsregierung vom 14. März 1919 folgend, jeweils auch ein Vizekanzler gewählt. Er konnte gleichzeitig Leiter eines Ressorts sein.
In der Provisorischen Staatsregierung Renner 1945, die ohne Parlament und vor Wiederinkraftsetzung der Bundesverfassung agierte, wurde der Staatskanzler von den drei politischen, der Staatskanzlei zugeordneten Staatssekretären (so wurden in dieser Regierung die Minister bezeichnet) vertreten; je einer kam von ÖVP, SPÖ und KPÖ. Dieser Stellvertretungsfunktion entsprechend, die der eines Vizekanzlers entsprach, soll sich Johann Koplenig, 1945 KPÖ-Staatssekretär im Politischen Kabinettsrat, rückblickend als ehemaligen Vizekanzler bezeichnet haben. Ein formeller Titel Vizekanzler bestand 1945 jedoch nicht.

## Vizekanzler der Republik Österreich

### Erste Republik
| von        | bis        | Tage | Name                      | Partei      | Anmerkung                                                                                   |
| ---------- | ---------- | ---- | ------------------------- | ----------- | ------------------------------------------------------------------------------------------- |
| 15.03.1919 | 26.04.1920 | 0408 | Jodok Fink                | CS          | Vizekanzler der Staatsregierung                                                             |
| 07.07.1920 | 22.10.1920 | 0107 | Ferdinand Hanusch         | SDAPÖ       | Staatssekretär und „Stellvertreter im Vorsitze im Kabinett“                                 |
| 22.10.1920 | 20.11.1920 | 029  | Eduard Heinl              | CS          | Staatssekretär und „Stellvertreter im Vorsitze im Kabinett“, seit 10. Nov. 1920 Vizekanzler |
| 20.11.1920 | 31.05.1922 | 0557 | Walter Breisky            | CS          |                                                                                             |
| 31.05.1922 | 20.11.1924 | 0904 | Felix Frank               | GDVP        |                                                                                             |
| 20.11.1924 | 20.10.1926 | 0699 | Leopold Waber             | GDVP        |                                                                                             |
| 20.10.1926 | 19.05.1927 | 0211 | Franz Dinghofer           | GDVP        |                                                                                             |
| 19.05.1927 | 04.05.1929 | 0716 | Karl Hartleb              | Landbund    |                                                                                             |
| 04.05.1929 | 26.09.1929 | 0145 | Vinzenz Schumy            | Landbund    |                                                                                             |
| 26.09.1929 | 30.09.1930 | 0369 | Carl Vaugoin              | CS          |                                                                                             |
| 30.09.1930 | 04.12.1930 | 065  | Richard Schmitz           | CS          |                                                                                             |
| 04.12.1930 | 29.01.1932 | 0421 | Johann Schober            | CS          |                                                                                             |
| 29.01.1932 | 21.09.1933 | 0601 | Franz Winkler             | Landbund    | ab 5. März 1933 ohne Kontrolle durch den Nationalrat                                        |
| 21.09.1933 | 01.05.1934 | 0222 | Emil Fey                  | Heimatblock | ohne Kontrolle durch den Nationalrat, seit 12. Februar 1934 Diktatur (Ständestaat)          |
| 01.05.1934 | 14.05.1936 | 0421 | Ernst Rüdiger Starhemberg | VF          | Diktatur (Ständestaat)                                                                      |
| 14.05.1936 | 03.11.1936 | 0173 | Eduard Baar-Baarenfels    | VF          | Diktatur (Ständestaat)                                                                      |
| 03.11.1936 | 11.03.1938 | 0493 | Ludwig Hülgerth           | VF          | Diktatur (Ständestaat)                                                                      |
| 11.03.1938 | 13.03.1938 | 0002 | Edmund Glaise-Horstenau   | NSDAP       | Diktatur („Anschluss“)                                                                      |

### Zweite Republik
| von        | bis        | Tage        | Name                                      | Partei      | Anmerkung |
| ---------- | ---------- | ----------- | ----------------------------------------- | ----------- | --- |
| 27.04.1945 | 20.12.1945 | 0237        | Leopold Figl Johann Koplenig Adolf Schärf | ÖVP KPÖ SPÖ | Staatssekretäre ohne Portefeuille im politischen Kabinettsrat der Provisorischen Staatsregierung von Staatskanzler Karl Renner (Renner IV)            |
| 20.12.1945 | 22.05.1957 | 3936 (4171) | Adolf Schärf                              | SPÖ         | |
| 22.05.1957 | 19.04.1966 | 3254        | Bruno Pittermann                          | SPÖ         | ab 29. Juli 1959 betraut mit der Leitung der Agenden des Bundeskanzleramtes – Verstaatlichte Unternehmungen (Sektion IV)                              |
| 19.04.1966 | 19.01.1968 | 0640        | Fritz Bock                                | ÖVP         | Betraut mit der Leitung des Bundesministeriums für Handel, Gewerbe und Industrie                                                                      |
| 19.01.1968 | 21.04.1970 | 0523        | Hermann Withalm                           | ÖVP         | kein Ministeramt, Obmann des ÖVP-Parlamentsklubs |
| 21.04.1970 | 30.09.1976 | 2354        | Rudolf Häuser                             | SPÖ         | Bundesminister für soziale Verwaltung |
| 01.10.1976 | 20.01.1981 | 1572        | Hannes Androsch                           | SPÖ         | Bundesminister für Finanzen |
| 20.01.1981 | 24.05.1983 | 0854        | Fred Sinowatz                             | SPÖ         | Bundesminister für Unterricht und Kunst |
| 24.05.1983 | 21.01.1987 | 1338        | Norbert Steger                            | FPÖ         | Bundesminister für Handel, Gewerbe und Industrie |
| 21.01.1987 | 24.04.1989 | 0824        | Alois Mock                                | ÖVP         | Bundesminister für auswärtige Angelegenheiten |
| 24.04.1989 | 02.07.1991 | 0799        | Josef Riegler                             | ÖVP         | Bundesminister für Föderalismus und Verwaltungsreform                                                                                                 |
| 02.07.1991 | 04.05.1995 | 1402        | Erhard Busek                              | ÖVP         | bis 1994: Bundesminister für Wissenschaft und Forschung ab 1994: Bundesminister für Unterricht und kulturelle Angelegenheiten                         |
| 04.05.1995 | 04.02.2000 | 1737        | Wolfgang Schüssel                         | ÖVP         | Bundesminister für auswärtige Angelegenheiten |
| 04.02.2000 | 28.02.2003 | 1120        | Susanne Riess-Passer                      | FPÖ         | Bundesministerin für öffentliche Leistung und Sport                                                                                                   |
| 28.02.2003 | 21.10.2003 | 0235        | Herbert Haupt                             | FPÖ         | Bundesminister für soziale Sicherheit, Generationen und Konsumentenschutz                                                                             |
| 21.10.2003 | 11.01.2007 | 1178        | Hubert Gorbach                            | FPÖ/BZÖ1)   | Bundesminister für Verkehr, Innovation und Technologie 1)bis 5. April 2005 FPÖ, ab 6. April 2005 BZÖ                                                  |
| 11.01.2007 | 02.12.2008 | 0691        | Wilhelm Molterer                          | ÖVP         | Bundesminister für Finanzen |
| 02.12.2008 | 21.04.2011 | 0870        | Josef Pröll                               | ÖVP         | Bundesminister für Finanzen |
| 21.04.2011 | 01.09.2014 | 1230        | Michael Spindelegger                      | ÖVP         | bis 16. Dez. 2013: Bundesminister für europäische und internationale Angelegenheiten ab 16. Dez. 2013: Bundesminister für Finanzen                    |
| 01.09.2014 | 17.05.2017 | 0989        | Reinhold Mitterlehner                     | ÖVP         | Bundesminister für Wissenschaft, Forschung und Wirtschaft                                                                                             |
| 17.05.2017 | 18.12.2017 | 0215        | Wolfgang Brandstetter                     | parteilos   | Bundesminister für Justiz |
| 18.12.2017 | 22.05.2019 | 0520        | Heinz-Christian Strache                   | FPÖ         | ab 8. Jän. 2018: Bundesminister für öffentlichen Dienst und Sport                                                                                     |
| 22.05.2019 | 28.05.2019 | 0007        | Hartwig Löger                             | ÖVP         | Bundesminister für Finanzen |
| 03.06.2019 | 01.10.2019 | 0121        | Clemens Jabloner                          | parteilos   | Bundesminister für Verfassung, Reformen, Deregulierung und Justiz                                                                                     |
| 07.01.2020 | 02.10.2024 | 1731        | Werner Kogler                             | Grüne       | bis 28. Jän. 2020: Bundesminister für öffentlichen Dienst und Sport ab 29. Jän. 2020: Bundesminister für Kunst, Kultur, öffentlichen Dienst und Sport |
| 03.03.2025 | amtierend  |             | Andreas Babler                            | SPÖ         | Angelobung am 3. März 2025 vorläufig als Bundesminister für Kunst, Kultur, öffentlichen Dienst und Sport                                              |